# Silver Bullet
Silver Bullet (oorspronkelijke titel: 'Cycle of the Werewolf') is een boek uit 1983 van de Amerikaanse schrijver Stephen King.
Het boek gaat over een plaatsje in Maine, Tarker's Mills, dat een jaar lang wordt geterroriseerd door een weerwolf.
Iedere maand met volle maan wordt de weerwolf actief en gaat op zoek naar een slachtoffer. Uiteindelijk probeert de protagonist, Marty Coslaw, een 10-jarige gehandicapte jongen, de weerwolf te stoppen.
Het boek is geschreven in 12 hoofdstukken die ieder met een maand overeenkomen.
In 1985 werd het verhaal onder dezelfde titel verfilmd door Daniel Attias, met Corey Haim als Marty Coslaw, Gary Busey als oom Al en Everett McGill als dominee Lowe.

## Het verhaal

### Januari
De eerste volle maan van het jaar vermoordt de weerwolf de mecanicien Arnie Westrum in een gereedschapschuur even buiten het dorp. Een 'enorme wolf' weet zich met bruut geweld toegang tot het schuurtje te verschaffen en vermoordt Arnie.

### Februari
De volgende volle maan, op de avond na Valentijnsdag, zit Stella Randolph, een naaister, in het maanlicht naar haar Valentijnskaarten te kijken. Ze heeft de kaarten ondertekend met namen van beroemdheden en aan zichzelf gestuurd, want geen man is in haar geïnteresseerd. Dan ziet ze de wolf naar haar kijken, en zich inbeeldend dat het een man is, laat ze hem binnen. De wolf vermoordt haar en ze accepteert haar lot.

### Maart
Tijdens een stroomstoring ten gevolge van een blizzard, vermoordt de weerwolf een onbekende zwerver. Zijn triomfantelijke gehuil wordt door veel dorpsbewoners waaronder Marty Coslaw gehoord, en bij het lijk treft de politie wolvensporen aan. Het dorp begint te fluisteren over een weerwolf, maar de politie houdt het op een seriemoordenaar die iedere volle maan toeslaat.

### April
1 april is de eerste echte lentedag, reden voor veel kinderen om te gaan vliegeren met het mooie weer. Het is echter ook een volle maan, en wanneer de jonge Brady Kincaid 's avonds te lang alleen achterblijft, wordt hij door de weerwolf te grazen genomen. De politie vindt hem de volgende dag, onthoofd en ontdaan van zijn ingewanden.

### Mei
Dominee Lester Lowe heeft met volle maan een nachtmerrie, waarin al zijn volgelingen tijdens zijn preek in weerwolven veranderen. Die ochtend blijkt de weerwolf daadwerkelijk te hebben toegeslagen: Clyde Corliss, de schoonmaker in de kerk, ligt met opengereten keel dood op de stoep.

### Juni
Alfie Knopfler, eigenaar van Chat n' Chew, een klein eetcafé, overweegt vroeg te sluiten als een laatste klant binnenkomt. De klant is een bekende, en hij ziet er ziek uit. Dan begint hij ineens voor de ogen van Alfie te veranderen in een wolf, en valt hem aan. Alfie, een ex-Navy SEAL, probeert zich te verzetten, maar de wolf vermoordt hem desalniettemin met gemak. Maanlicht is het laatste wat Alfie ziet...

### Juli
Tot Marty Coslaws groot verdriet gelast het gemeentebestuur de Independence Day festiviteiten af vanwege het feit dat 4 juli op volle maan zal vallen en de 'seriemoordenaar' nog steeds actief is. Maar oom Al geeft Marty wat vuurwerk dat hij stiekem in de tuin kan afsteken als zijn ouders en zus naar bed zijn. Marty zit in zijn rolstoel in de tuin vuurwerk af te steken, wanneer de weerwolf hem opmerkt en tot de aanval overgaat. Marty gooit hem een pak rotjes in het gezicht dat afgaat en de wolf een oog kost. Het lawaai wekt de familie, de wolf vlucht, en de politie wordt gebeld.

### Augustus
Agent Neary bespreekt bij de kapper de gebeurtenissen. Marty heeft over de weerwolf getuigd na de aanval. Hoewel wordt aangenomen dat Marty wel degelijk is aangevallen, wordt het verhaal over de weerwolf als 'posttraumatische stress' afgedaan. Weerwolven bestaan immers niet. Verder gelooft de politie ook niet in Marty's bewering dat de weerwolf nu een oog kwijt is. Marty's ouders hebben hem een tijdje naar familie elders gebracht omdat men gelooft dat hij het trauma beter kan verwerken als hij niet in Tarker's Mills is. Een van de klanten suggereert dat de moordenaar wellicht een weerwolfkostuum draagt.
Later die avond wordt Neary zelf aangevallen door de wolf. Zich de discussie herinnerend, probeert hij het 'masker' af te trekken. Dit lukt uiteraard niet daar er geen masker is. De wolf vermoordt de politieman en doet zich tegoed aan diens ingewanden.

### September
Elmer Zinnemans varkens worden met volle maan allemaal gedood, en Elmer hoort gehuil en ziet een zwarte vorm de bossen invluchten. Hij overweegt met zijn broer om tegen november de bossen in te gaan met een groep om de weerwolf of wat het ook is op te jagen en te doden.

### Oktober
Met Halloween, waarop het geen volle maan is, ontdekt Marty Coslaw wie de weerwolf is. Wanneer hij de deuren langsgaat, ontdekt hij dat dominee Lester Lowe een ooglapje draagt. Dit was Marty nog niet opgevallen, omdat hij katholiek is en dus niet bij dominee Lowe ter kerke gaat.

### November
Elmer Zinneman heeft een stel vrienden opgetrommeld om de bossen uit te kammen op zoek naar de weerwolf. Daar het geen volle maan is vinden ze niets, maar dat geeft niet omdat de meeste mannen eigenlijk meer komen voor de mannen-onder-elkaar sfeer: jagen, drinken, kamperen en schunnige grappen vertellen. Dominee Lester Lowe ontdekt intussen door anonieme briefjes van Marty dat hij de weerwolf is, iets wat hij eigenlijk al wist maar niet onder ogen durfde te zien. Hij vergoelijkt echter zijn daden met de Bijbelse filosofie dat alle wezens (dus ook hijzelf als weerwolf) de wil van God dienen. Tevens linkt hij de briefjes aan de persoon die hij in juli als weerwolf tevergeefs probeerde te doden, en neemt zich voor die persoon alsnog te grazen te nemen. Maar dit plan stelt de dominee uit tot de volgende maand, want door de jagers is het voor hem niet verstandig in het dorp te blijven met volle maan. Daarom reist hij naar Portland, waar hij als weerwolf Milt Sturmfuller vermoordt. Sturmfuller mishandelt immers zijn vrouw en besmette haar op de koop toe met herpes die hij bij zijn seksuele uitstapjes in Portland had opgelopen. Daarom gelooft dominee Lowe dat hij daadwerkelijk een instrument van God is, en rijdt tevreden de volgende dag terug naar huis.

### December
Tarker's Mill komt weer iets tot rust daar er sinds augustus geen moorden meer zijn gepleegd. Sommige bewoners wijzen erop dat september en oktober dieren dood zijn aangetroffen, maar de meeste bewoners negeren dit. De dood van Sturmfuller gaat aan het dorp voorbij daar hij in Portland is gedood en bovendien vrijwel geen vrienden in het dorp had. Marty blijft de dominee schrijven, en ondertekent de laatste brief met zijn eigen naam. Hij weet oom Al zover te krijgen dat die twee zilveren kogels voor hem maakt en hem een pistool geeft. Met Oudejaarsavond, eveneens een volle maan, wacht Marty de weerwolf op. Als deze daadwerkelijk het huis binnenstormt, schiet Marty hem dood met de twee zilveren kogels. De dode wolf verandert onder de ogen van Marty en diens verblufte familie weer in dominee Lester Lowe. Een nieuw jaar is begonnen.